# Brány Skeldalu
Brány Skeldalu je česká počítačová hra žánru RPG, kterou v roce 1998 vytvořil Jindřich Rohlík (Skeldal). Hra kombinuje 2D a 3D grafiku, lze ji specifikovat jako krokovací dungeon staré školy. Hra byla původně napsána pro MS-DOS a určena pro operační systémy MS-DOS a Windows. Prodávala se v klasickém krabicovém balení. Později ještě hra vyšla v listopadu 2000, v druhém čísle levné edice PC her zvané GAME4U. Hra byla zdarma vydána 15. ledna 2014 pro Android a iOS.
V roce 2016 vyšel v nakladatelství Straky na vrbě první díl celkem čtyřdílné knižní série napsané podle hry, autorem knih je také Jindřich Skeldal. Knihy jsou vydávávány pod autorovým původním jménem Jindřich Rohlík.

## Hratelnost
Hráč začíná se skupinkou tří postav, která se postupně rozroste až na postav šest. Souboje probíhají po kolech. Postavy je možno vylepšovat přidáváním bonusových bodů k různým vlastnostem.

## Příběh
Děj hry je zasazen na pradávný ostrov Rovenland, o němž se tvrdí, že na něm pradávní bohové odpočívali poté, co stvořili svět. Díky tomu je země prosycena magií, která tam tryská v té nejryzejší podobě. Na ostrově se však usídlilo 5 mágů, kteří se snaží otevřít bránu do zakázané dimenze Zohar. Na jihu ostrova kvůli tomu postavili věž a tu až po okraj naplnili monstry a příšerami, aby je chránily při provádění rituálu. Mocný rituál však narušuje rovnováhu světa. Úkolem hráče je tyto mágy zničit a na Rovenlandu rovnováhu znovu nastolit.

## Postavy
- Wahargem – jeden z 3 hrdinů přivolaných rituálem Krow-Kane. Stojí v čele družiny. Je jmenován až v druhém díle, kde se objevil z hlavních hrdinů jako jediný. Je statečným bojovník.[1]
- Freghar – učenec, který vycítil nebezpečí z Skeldalu. Jedinou naději jak zachránit Rovenland viděl v rituálu Krow-Kane. Přivedl jím 3 hrdiny, ale sám za to zaplatil životem.[2]
- Roland – přidá se ke skupině v skřetích jeskyních. Je to zloděj, který však má smysl pro čest. Ve skupině vyniká obratností.
- Erik – další postava, která se přidá ke skupině. Je představitelem knihovní krysy.
- Gralt – jedná se o velice mocného čaroděje. Straní se obyvatelům Rovenlandu, ale také se přidá k družině.[3]
- Nimeth – mocný čaroděj žijící v Bílé Věži. Učil pět mágů, kteří postavili Skeldal. Ti se však proti němu postavili.

## Vydání
K vzkříšení prvních Bran Skeldalu došlo v roce 2005, když k ní Ondřej Novák (programátor hry) dopsal zaváděcí program typu Win32 spustitelný pod Windows 2000/XP/Vista, v prosinci téhož roku se hra také objevila na coverDVD časopisu LEVEL již s novým zavaděčem. Hra se v této době též dočkala Editoru map a ikon. Díky tomu vzniklo i několik nových neoficiálních rozšíření z nichž je asi nejznámější dobrodružství Magika a její datadisk Sféra.[zdroj?]
19. prosince 2007 byla hra uvolněna volně ke stažení. 15. ledna 2008 firma Napoleon Games uvolnila zdrojové kódy hry na server sourceforge pod GNU GPL licencí. Dne 7. března 2009 vyšel též k dispozici prototyp anglické verze, strojově přeložený google translatorem.
Na začátku roku 2014 vydalo Napoleon Games verzi pro Android a iOS. Předtím založili stránku projektu na stránkách Startovače, kde byla požadována částka 180 000 Kč. Na podporu projektu vytvořili hru Skeldal Pexeso. Nakonec se vybralo 187 306 korun, více než polovinu požadované částky poslal podnikatel Petr Borkovec. Na motivy hry vznikl čtyřdílný román. Spolu s ním vznikl i román Země bez zákona,,jehož hlavním hrdinou je Wahrgem. Všechny tyto knihy byly vydány u nakladatelství Straky na vrbě. Poslední díl tetralogie vyšel v červenci 2021.

## Odkaz
V roce 2002 vyšlo pokračování jménem Brány Skeldalu 2: Pátý učedník. To, přes poměrně kladné recenze, již nedosáhlo takové popularity jako první díl a sklidilo kritiku fanoušků prvního dílu, především kvůli změně žánru.
Jindřich Rohlík zmínil možnost vzniku třetího dílu.